# Шрирангапатнам
Шрирангапатнам, или Шрирангапаттана (канн. ಶ್ರೀರಂಗಪಟ್ಟಣ) — город индуистских храмов и дворцов на одноимённом острове в реке Кавери, в 13 км к северу от Майсура, штат Карнатака, Индия. Имеет важное религиозное, культурное и историческое значение. В годы британского владычества именовался Серингапатам.
Название городу дал храм Шри Ранганатхасвами, построенный в IX веке и посвящённый Вишну. В XV веке город был укреплён и впоследствии служил резиденцией для майсурских правителей Хайдара Али и Типу Султана.
В знаменитой осаде Серингапатама в 1799 году Типу Султан был убит, после чего Серингапатам перешёл под управление Ост-Индской компании. Мраморный мавзолей Типу Султана остаётся одной из главных достопримечательностей города.

## Месторасположение
Шрирангапатна расположен 12°25′ с. ш. 76°42′ в. д.. Средняя высота над уровнем моря составляет 679 метров. Хотя город расположен в 13 км от Майсура, Шрирангапатна принадлежит к соседнему с Майсурским округу Мандья. Город расположен на одноимённом острове посреди реки Кавери. К востоку от острова пролегает основное русло реки, а к западу — рукав реки, называемый Пашчима-вахини. Город имеет железнодорожное сообщение с Бангалором и Майсуром и расположен на автостраде Бангалор-Майсур.

## Население
Согласно всеиндийской переписи населения 2001 года, население Шрирангапатна составляло 23 448 чел. Мужчины — 51 % населения и женщины 49 %. Средний уровень грамотности населения — 68 %, что выше среднеиндийского уровня 59,5 %: грамотность среди мужчин — 74 %, а среди женщин — 63 %. 10 % населения города — дети младше 6 лет.

## Религиозное значение
Название городу дал храм Шри Ранганатхасвами, посвящённый Вишну. Храм имеет огромное религиозное значение в вайшнавской традиции индуизма и именно благодаря ему Шрирангапатнам является одним из самых важных мест паломничества вайшнавизма в Южной Индии. Храм был построен правителями династии Ганга в IX веке. Несколько веков спустя, храм был реставрирован и частично перестроен. Таким образом, храмовая архитектура представляет собой смесь архитектур Хойсала и Виджаянагара.
Согласно традиционным индуистским верованиям, все острова на реке Кавери принадлежат Шри Ранганатхасвами, и на трёх из этих островов в древние времена были построены огромные храмы, посвящённые этой форме мурти Вишну. Вокруг храмов были основаны поселения, которые в настоящее время являются так называемыми «храмовыми городами», — важными местами паломничества, посвящёнными Вишну:
1. Ади-ранга — в Шрирангапатна
2. Мадхья-ранга — в Шиванасамудре
3. Антья-ранга — в Шрирангаме

Присутствие священной реки Кавери рассматривается как очень благоприятный и духовно очищающий фактор. Рукав Кавери Пашчима-вахини в Шрирангапатне считается особенно священным; паломники приходят издалека с целью совершить похоронные обряды по умершим родственникам и развеять их пепел в реке.

## История
С древних времён Шрирангапатнам был важным административным и городским центром, а также местом паломничества. Город часто оказывался в центре политического развития Южной Индии. В период империи Виджаянагара, Шрирангапатнам служил резиденцией для наместников виджаянагарских царей, контролировавших соседние вассальные княжества, такие как Майсурское царство и Талакад. В 1454 году в Шрирангапатнам виджаянагарскими царями была построена крепость, имевшая огромное стратегическое значение, помогая защищать царство от нападения.

Когда Виджаянагарская империя начала приходить в упадок, майсурские правители захотели добиться независимости и Шрирангапатнам стал первым городом, подвергшимся нападению. Раджа Водеяр одержал победу над Рангараем и захватил Шрирангапатнам в 1614 году. С этим событием связано несколько народных легенд. В одной из них, Аламеламма, разбитая горем жена потерпевшего поражение и убитого в битве виджаянагарского наместника, прокляла Водеяров. Из-за этого проклятия, ни один из царей Майсурской династии не был способен иметь детей в период своего правления и престол передавался братьям, племянникам, приёмным сыновьям или детям махараджей, рождённым до восшествия на престол. 

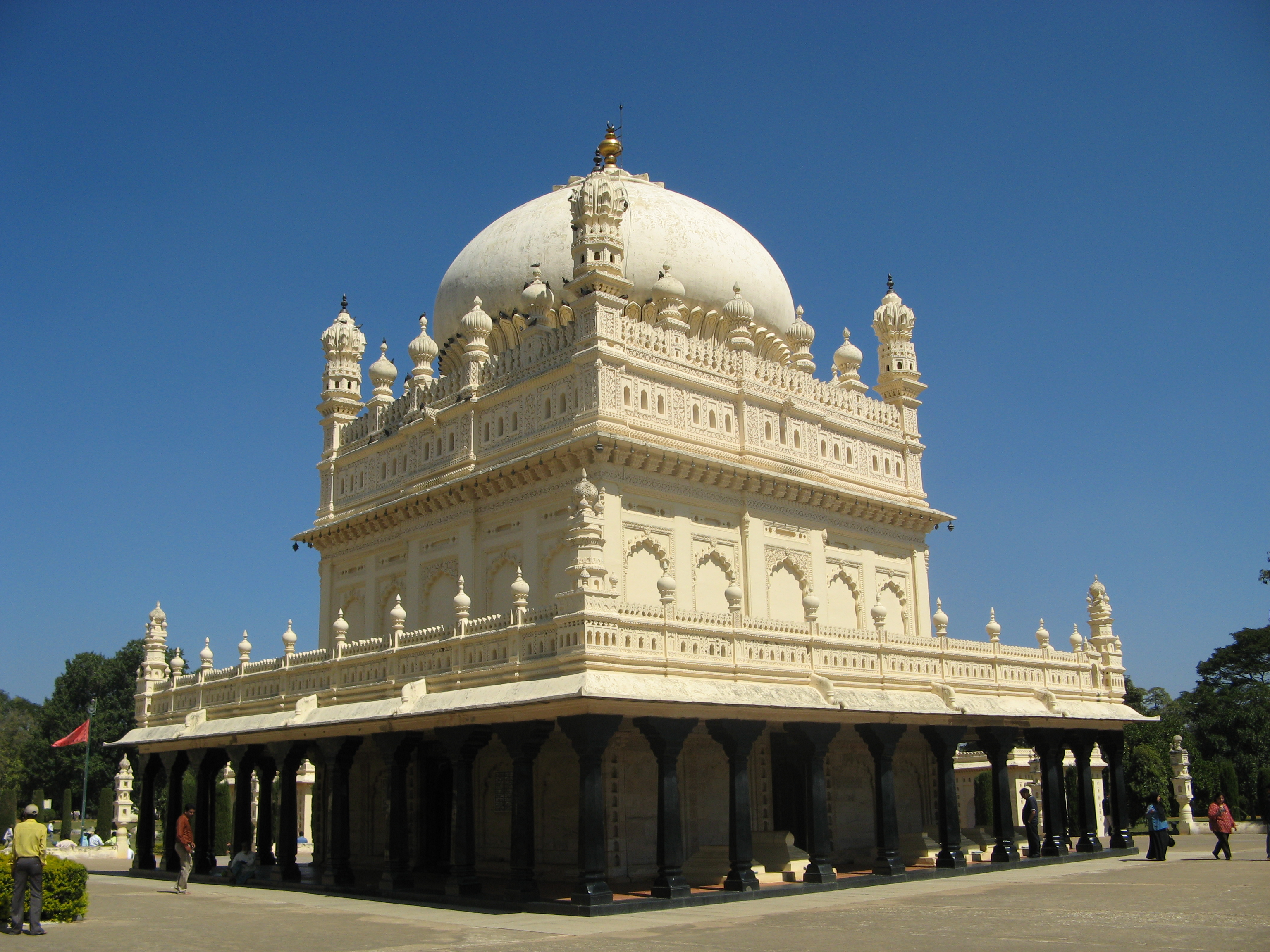
Мавзолей султана Типпу в Серингапатаме.

В 1610 году наместник Шрирангапатнама пышно отпраздновал фестиваль Наваратри. С тех пор, в Майсурском царстве две вещи демонстрировали контроль и символизировали власть любого, кто претендовал на престол:
1. Успешное проведение 10-дневного фестиваля Наваратри, посвящённого богине-покровительнице Майсура Дурге;
2. Контроль над крепостью Шрирангапатнам, самого близкого к Майсуру фортификационного сооружения.

Шрирангапатнам принадлежал майсурским раджам начиная с 1610 года и до самой независимости Индии в 1947 году.

### Хайдер Али и Типу Султан
Шрирангапатнам стал де-факто столицей Майсурского царства во время правления Хайдер Али (1720—1782) и его сына Типу Султана (1750—1799). Хайдар Али защитил город от нападения Маратхов в 1759 году и таким образом положил основу распространения своего могущества. Его сменил на престоле Типу Султан, также избравший город своей столицей. Во время правления Типу Султана, княжество расширило свои границы, включив в них значительную часть Южной Индии. Это был период наивысшего расцвета Шрирангапатнам как столицы могущественного государства. В городе сохранился ряд индо-исламских памятников этого периода: дворец Типу Султана, парк Дариа-даулат и мечеть.

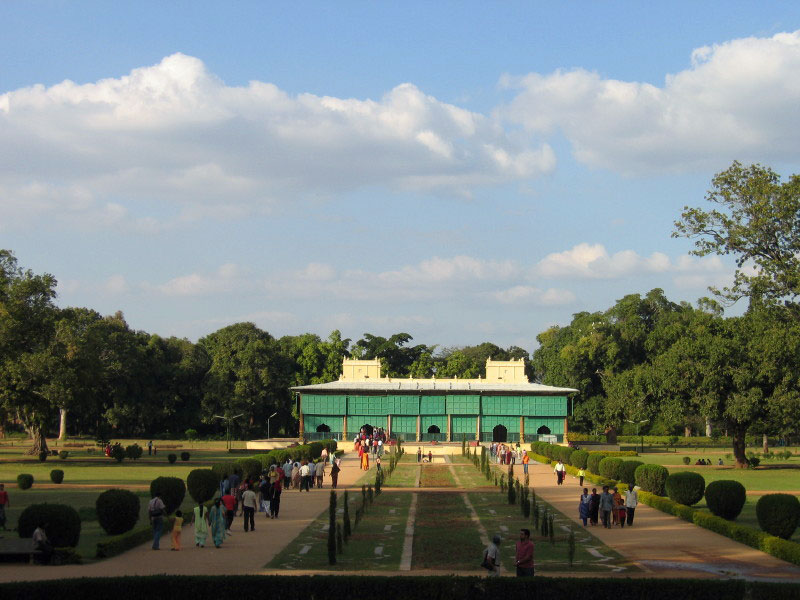
Летний дворец Типу Султана и парк Дариа-даулат

4 мая 1799 года в Шрирангапатнам произошла последняя и решающая битва при Серингапатаме между Типу Султаном и войсками британской Ост-Индской компании под предводительством генерала Харриса. Эта битва ознаменовала конец Четвёртой англо-майсурской войны. Во время битвы, в результате предательства своего близкого советника Типу Султан был убит у северного входа в форт Шрирангапатнам. На этом месте позднее был установлен мемориал. Битва при Серингапатаме была последним значительным историческим событием в истории города. После битвы город перешёл под управление Ост-Индской компании. Одержав победу в битве, англичане полностью разграбили Шрирангапатнам. Кроме золота и драгоценностей, в Англию было вывезено огромное количество предметов искусства, в том числе личные принадлежности Типу Султана, его роскошные одежда и обувь, кинжалы, мечи и огнестрельное оружие. Большая часть этих предметов на сегодняшний день является частью коллекции британской королевской семьи и музея Виктории и Альберта. Некоторые предметы позднее были куплены с аукционов и возвращены в Индию. Например, в 2004 году меч Типу Султана был приобретён на аукционе Сотбис индийским ликёрным магнатом Виджеем Малльей.

## Достопримечательности
Город известен своим храмом Шри Ранганатхасвами, посвящённым одной из форм Вишну. Также к числу основных достопримечательностей принадлежат мечеть и построенный Типу Султаном летний дворец Дарья Даулат Баг. Недалеко от Шрирангапатнам расположен птичий заповедник Рангантитту, который является ареалом размножения различных видов птиц, таких как индийский расписной клювач, аист-разиня, азиатский черноголовый ибис, крачка индийская речная, авдотка большая и индийский баклан. В нескольких километрах от города, на холме Каригхатта (что в переводе означает «чёрный холм»), расположен вайшнавский храм, посвящённый одной из ипостасей Вишну Шринивасе (Венкатешваре). Мурти Венкатешвары в этом храме называется Кари-гири-васа («тот, кто обитает на чёрном холме»). В 2-х километрах от города также находится знаменитый шиваитский храм Нимишамбха.
В 27 км вверх по течению реки от города находится водопад Шивасамудра, — второй по величине водопад Индии и 16-й — в мире.

## В литературе
В первом (в хронологическом порядке) из романов Бернарда Корнуэлла в серии о приключениях стрелка Шарпа, «Тигр Шарпа», описывается осада Серингапатама. Штурм города описан в романе Уилки Коллинза «Лунный камень».

## Галерея

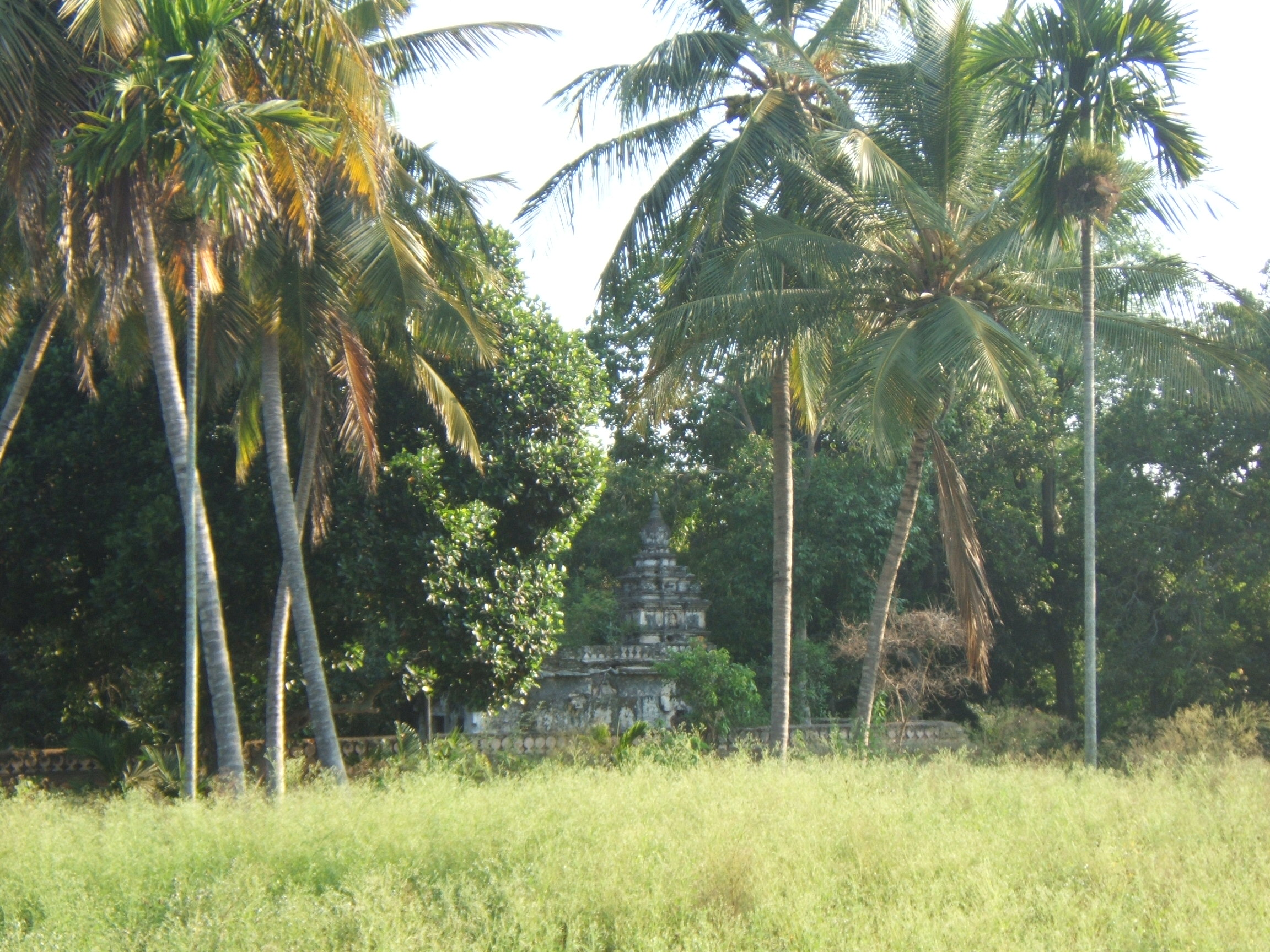
Заброшенный храм на острове Шрирангапатнам
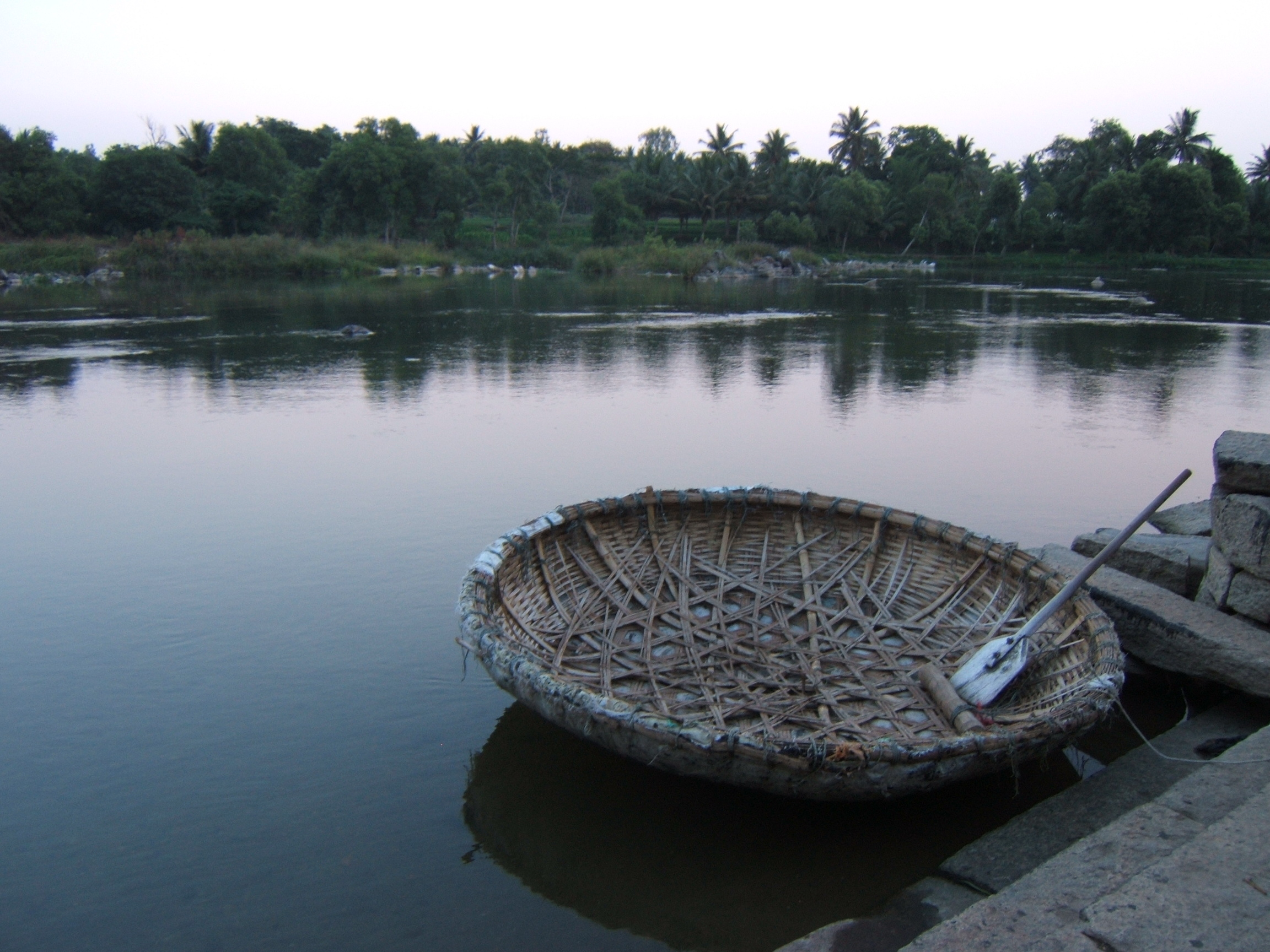
Лодка на реке Кавери в Шрирангапатнам
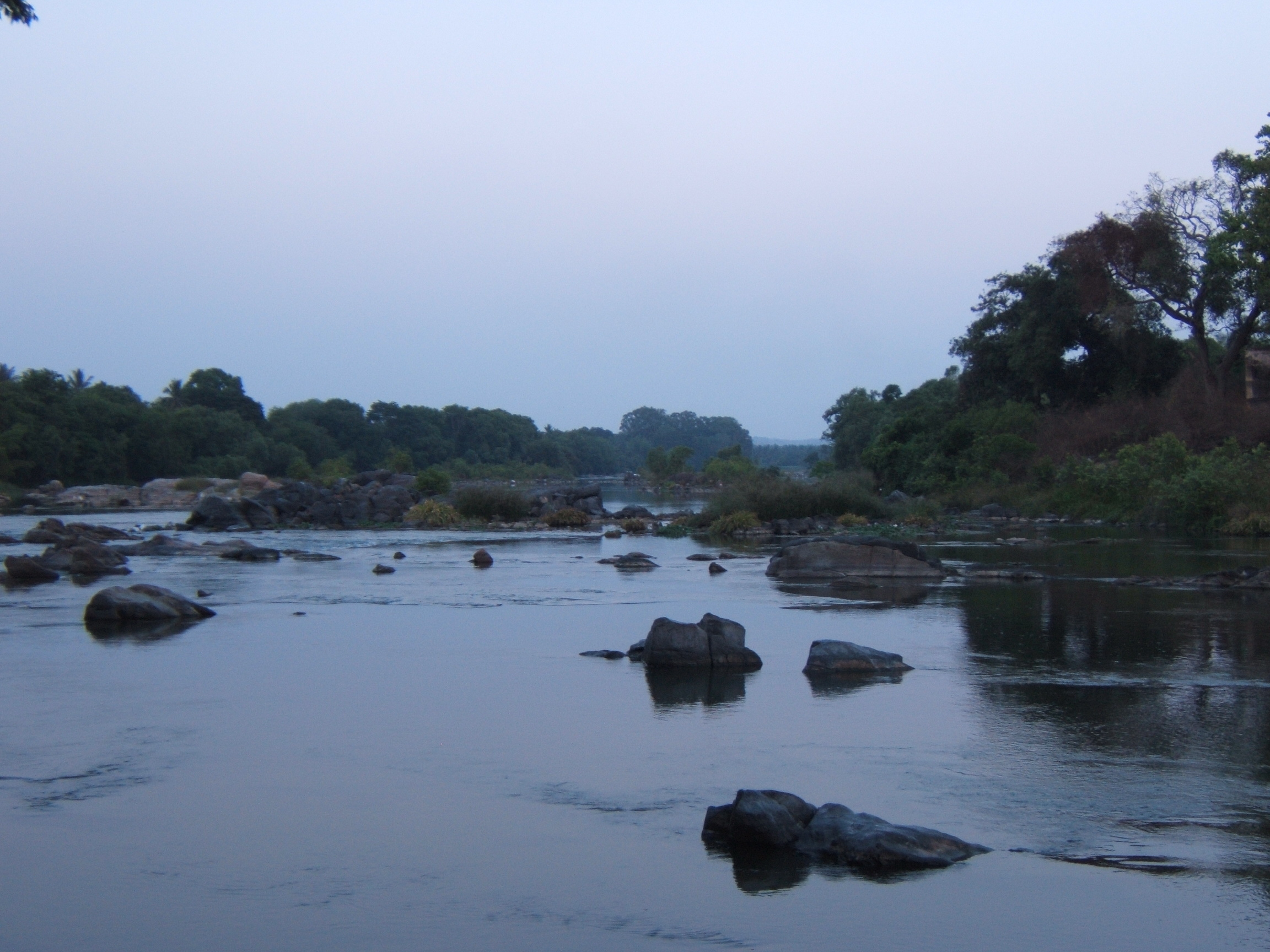
Вечерний вид на реку Кавери у Шрирангапатнам
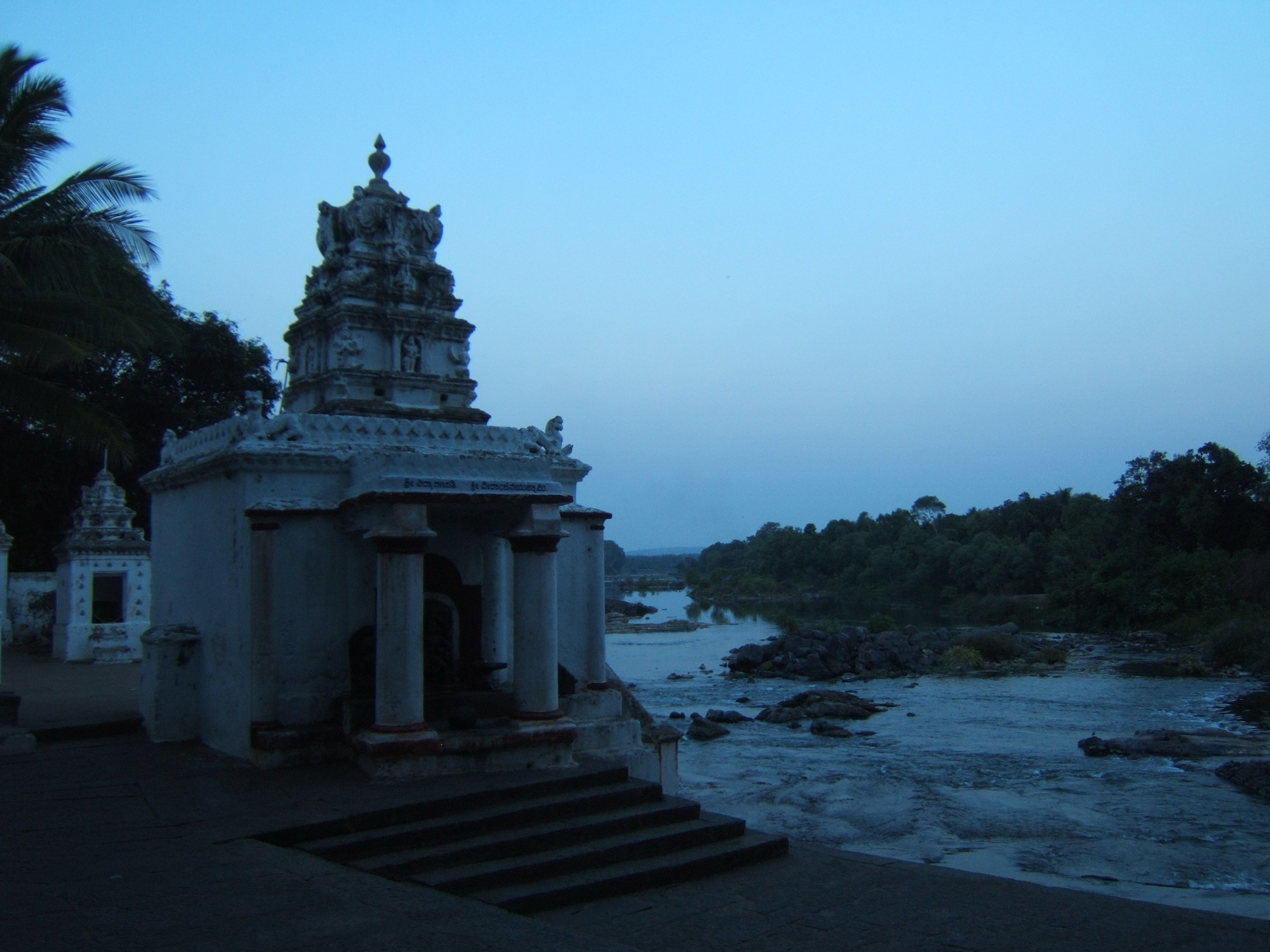
Гхат на реке Кавери у Шрирангапатнам
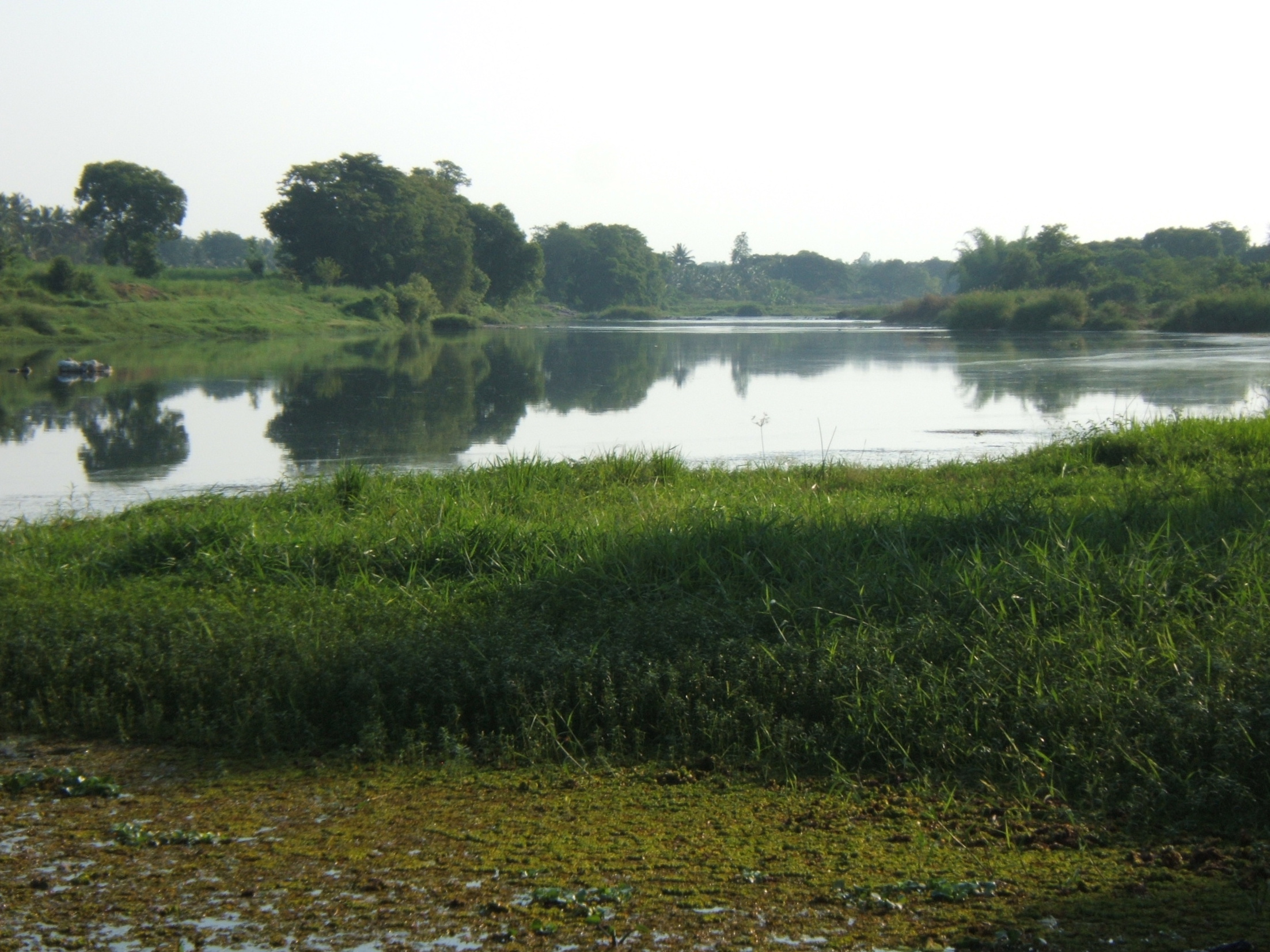
Река Кавери у Шрирангапатнам
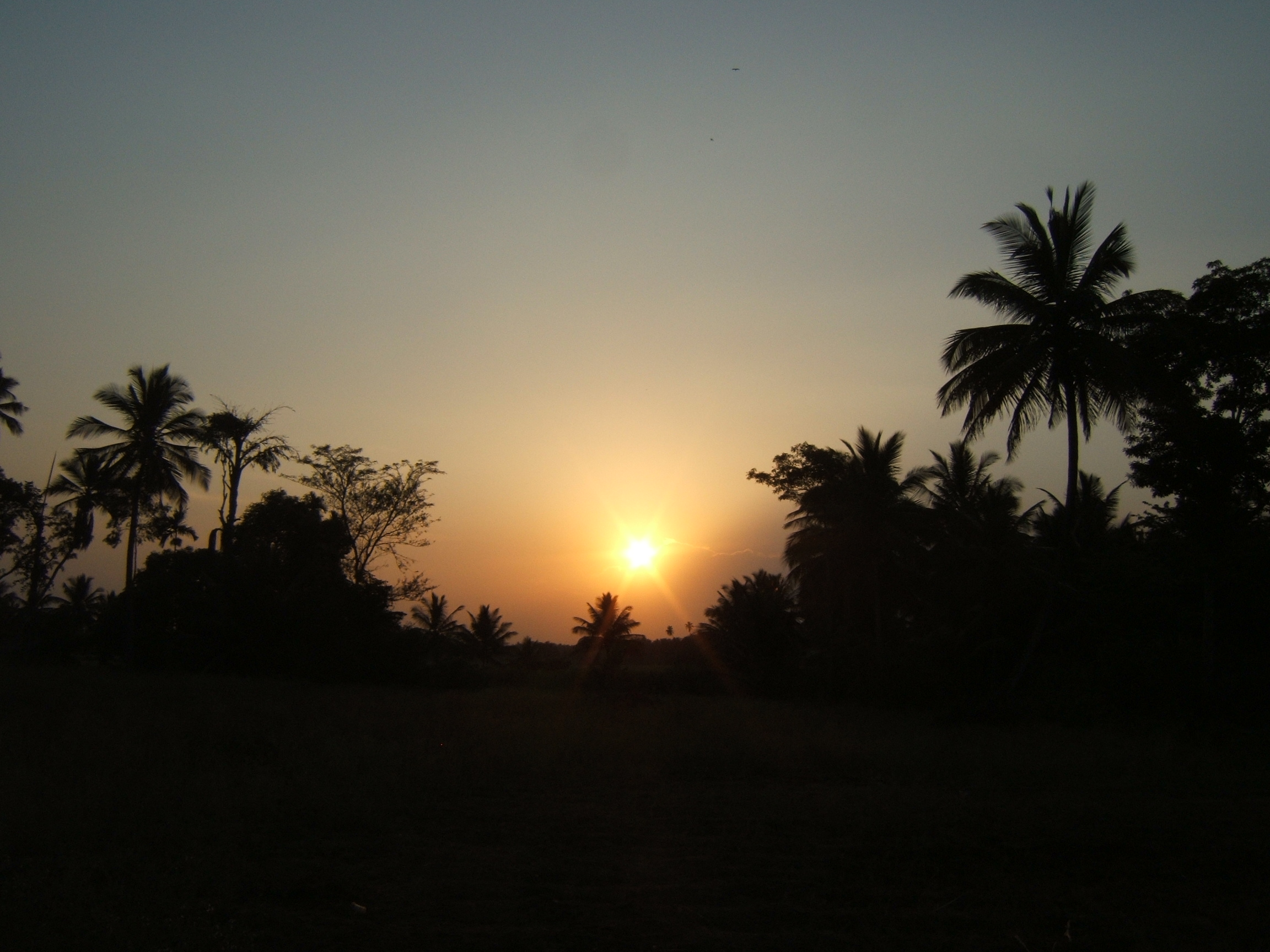
Закат солнца на острове Шрирангапатнам
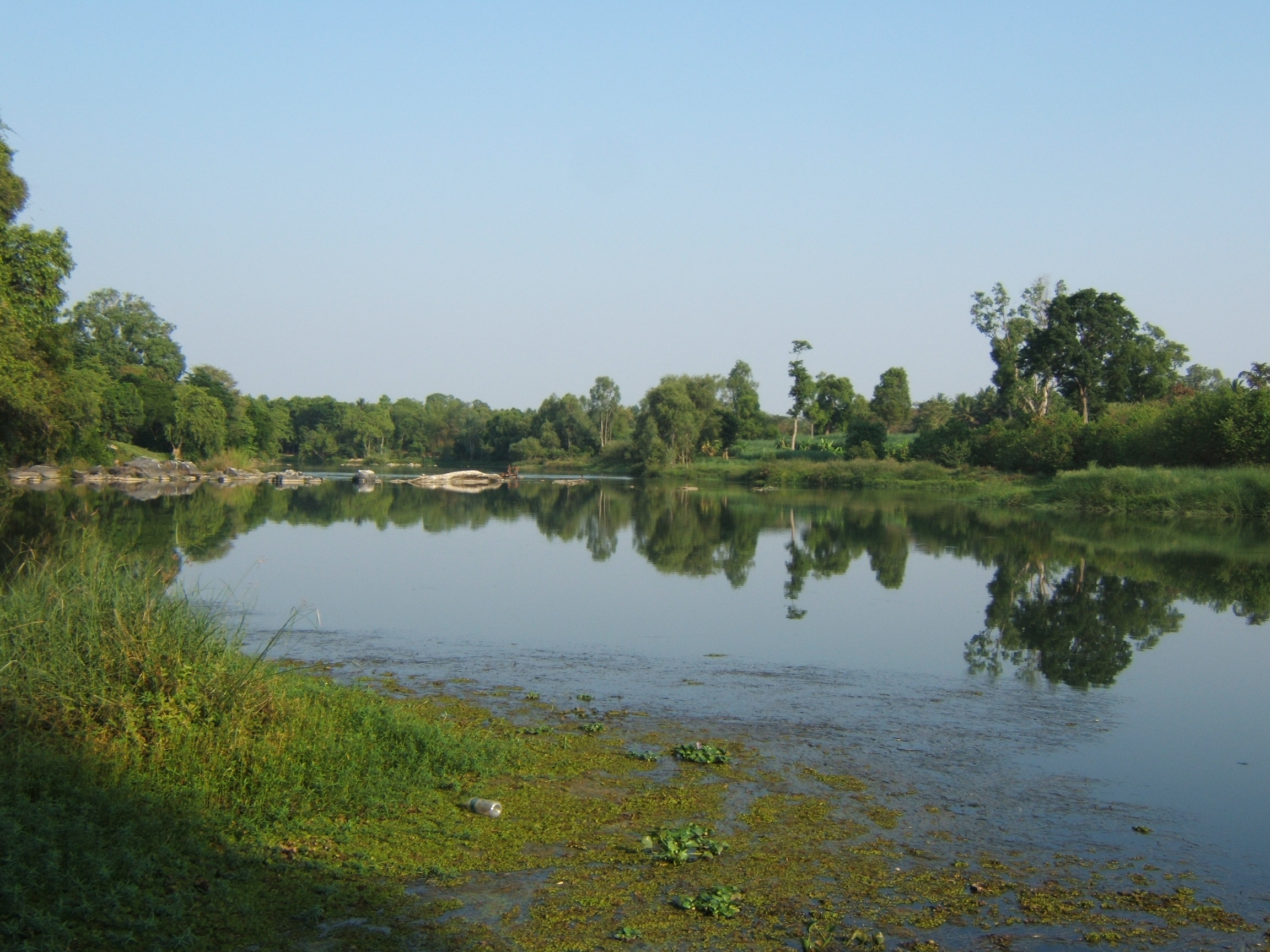
Вид на реку Кавери у Шрирангапатнам
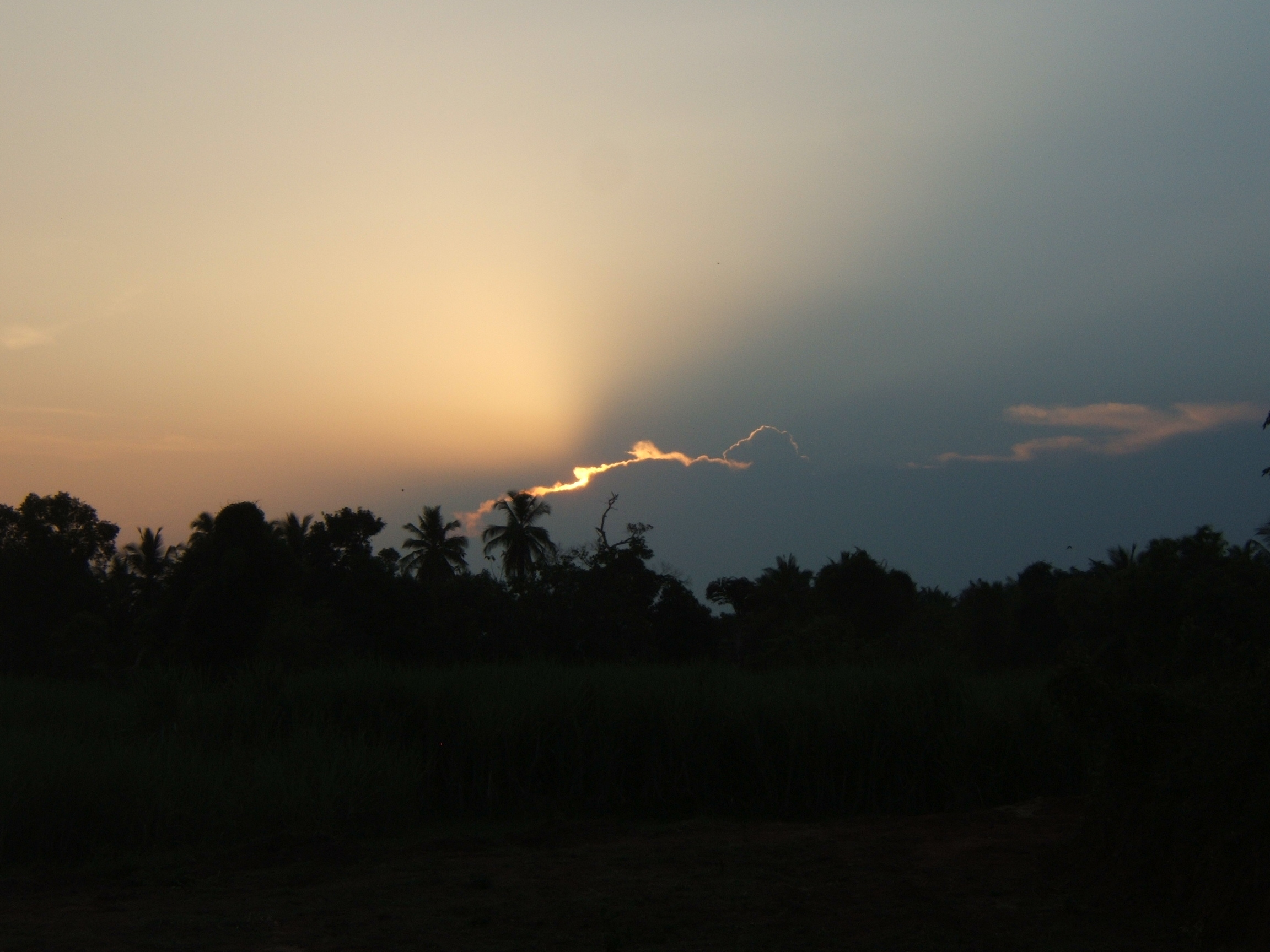
Остров Шрирангапатнам на заходе солнца